# 티모시 V. 머피
티머시 V. 머피(Timothy V. Murphy, 1960년 4월 5일 ~ )는 아일랜드의 배우이다.
트럴리에서 태어났다.

## 출연 작품
- 트래저디 걸스 (2017년)
- 노 웨이 투 라이브 (2016년)
- 헤븐즈 플로어 (2014년)
- 도망자2016 (2014년)
- 디스토피아 (2013년) - 마크 역
- 프랑켄슈타인 이론 (2013년)
- 크로스마글렌 (2013년)
- 론 레인저 (2013년) - 프리츠 역
- 낫 댓 퍼니 (2012년) - 피네스 역
- 엠버 레이크 (2011년)
- Madso's War (2010)
- 트레져 오브 더 블랙 재규어 (2010년) - 블랙 웨스트 역
- 맥그루버 (2010년) - 콘스탄틴 역
- 페어웰 투 더 스패로우 (2009년)
- 아팔루사 (2008년) - 빈스 역
- 내셔널 트레져: 비밀의 책 (2007년) - 세스 역
- 왓츠 업, 스칼렛? (2005년)
- 핏 파이터 (2005년)
- Skeleton Man (2004)
- 피의 복수 (2004년) - 잭 쉐퍼드 역
- 미싱 브렌단 (2003년)
- 레드 로즈 앤 페트롤 (2003년)
- 오너러블 (2002년)

### 텔레비전
- 바스타드 익스큐셔너 (2015년)
- 트루 디텍티브 시즌2
- 크리미널 마인드 7 (2011년) - 이안 도일 역
- 쉐임리스 1 (2011년)